# Lazuli
Lazuli ist eine französische Progressive-Rock-Band. Sie wurde 1998 von Claude und Dominique Leonetti gegründet.

## Musik
Der Stil von Lazuli ist Progressiver Rock mit einer Mischung verschiedener Richtungen wie Weltmusik und Electro.
Die Band verwendet als Instrumente neben Gitarre, Keyboard und Schlagzeug auch Léode, Vibraphon und Waldhorn; bis 2009 kamen auch Chapman Stick, Marimba und Warr Guitar zum Einsatz.
Claude Leonetti erfand und spielt die Léode, da er durch einen Motorradunfall seinen linken Arm nicht mehr benutzen kann. Das Instrument erzeugt gitarrenartige Klänge.

## Auftritte
Lazuli traten bei bekannten Anlässen wie dem Montreux Jazz Festival oder dem Festival International de Musiques Universitaires in Belfort auf und hatten im Jahre 2006 ihr erstes Deutschlandkonzert im Aschaffenburger Live-Club Colos-Saal. Ende 2008 waren sie Vorgruppe von Riverside bei einigen Konzerten der Reality-Dream-Tournee. 2015 waren sie Vorband von Fish auf seiner Return-to-Childhood-Tour. Lazuli gelang es, mehrfach beim größten Festival des progressive Rock, der dreitägigen Night Of The Prog, im Amphitheater der Freilichtbühne Loreley, auftreten zu dürfen.

## Diskografie
- 1999: Lazuli
- 2003: Amnesie
- 2006: en avant doute... (CD und DVD)
- 2009: Réponse incongrue à l'inéluctable
- 2009: 6 frenchmen in Amsterdam / Live at Paradiso (DVD)
- 2011: 4603 battements
- 2014: Tant que l'herbe est grasse
- 2016: Nos âmes saoules
- 2018: Saison 8
- 2020: Le Fantastique envol de Dieter Böhm
- 2021: Dénudé. 16 Songs, Naked & Unplugged
- 2022: Onze
- 2024: Lorelive. Liveaufnahmen vom Auftritt auf dem Night Of The Prog-Festival 2022.